# Наганума, Хидэки
Хидэки Наганума (яп. 長沼 英樹 Наганума Хидэки, род. 16 мая 1972, Хоккайдо, Япония) — японский композитор, сочиняющий музыку в жанрах брейкбит, электронная музыка, J-pop, фанк, хип-хоп, бигбит, которая используется в качестве саундтрека в ряде видеоигр.

## Биография
Хидэки Наганума родился 16 мая 1972 года в губернаторстве Хоккайдо, Япония. Когда ему исполнилось 5 лет, он начал играть на электронном органе под влиянием своей старшей сестры. В 14 его заинтересовали западные песни и он даже начал сочинять первые песни. Именно тогда Наганума решил, что в будущем он будет музыкантом. Окончил Высшую школу «Киёта» в Саппоро.
В конце 1990-х годов он начинает работать в компании Sega и приступает над созданем музыки в игре Sega Rally 2 в версиях для Dreamcast и PC. Свой вклад он сделал в играх Jet Set Radio (Jet Grind Radio в США) и в сиквеле Jet Set Radio Future. В 2004 году он написал большую часть музыки для игры Ollie King. Был номинирован на получение премии «Золотой Джойстик» за создание саундтрека игры Sonic Rush. Принимал участие над созданием музыки к игре Super Monkey Ball: Banana Blitz. Под именем Skankfunk (вместе с музыкантами из Wall5 Project) написал музыку к аниме сериалу Air Gear. Саундтрек вышел на 2-х дисках What a groovy trick! и Who want’s more groovy trick!

## Игрография
| Год  | Название                                               | Роль                                      | Примечание                                                                            |
| ---- | ------------------------------------------------------ | ----------------------------------------- | ------------------------------------------------------------------------------------- |
| 1998 | Shoujo Kakumei Utena: Itsuka Kakumei Sarero Monogatari | Редактор озвучивания                      |                                                                                       |
| 1998 | Hip Jog Jog                                            | Композитор, звуковые эффекты              |                                                                                       |
| 1999 | Sega Rally 2                                           | Композитор                                | Версия для Dreamcast и PC                                                             |
| 2000 | Jet Set Radio                                          | Композитор, звуковые эффекты              |                                                                                       |
| 2000 | Daytona USA 2001                                       | Дизайнер звуковых эффектов                |                                                                                       |
| 2001 | Super Galdelic Hour                                    | Редактор озвучивания                      |                                                                                       |
| 2002 | Jet Set Radio Future                                   | Композитор и музыкальный продюсер         |                                                                                       |
| 2004 | Ollie King                                             | Композитор, звуковые эффекты              |                                                                                       |
| 2005 | Sonic Rush                                             | Композитор                                |                                                                                       |
| 2005 | Yakuza                                                 | Особая благодарность                      |                                                                                       |
| 2006 | Sega Rally 2006                                        | Композитор                                |                                                                                       |
| 2006 | Super Monkey Ball: Banana Blitz                        | Композитор                                |                                                                                       |
| 2007 | Mario & Sonic at the Olympic Games                     | Особая благодарность над созданием музыки |                                                                                       |
| 2008 | Ryū ga Gotoku Kenzan!                                  | Композитор                                | В титрах не указан                                                                    |
| 2008 | Super Smash Bros. Brawl                                | Супервайзер                               |                                                                                       |
| 2010 | Kurohyo: Ryu ga Gotoku Shinsho                         | Композитор                                | В титрах указан как Skankfunk                                                         |
| 2011 | Sonic Generations                                      | Композитор                                | Версия для Nintendo 3DS                                                               |
| 2012 | Beatmania IIDX 20: Tricoro                             | Композитор                                |                                                                                       |
| 2013 | Dead Heat Riders                                       | Композитор                                |                                                                                       |
| 2015 | Hover: Revolt of Gamers                                | Композитор                                |                                                                                       |
| 2018 | Persona 3 Dancing Moon Night                           | Композитор                                | Автор ремикса «When the Moon Reaches for the Stars», оригинального автор Сёдзи Мэгуро |
| 2018 | Lethal League Blaze                                    | Композитор                                | Автор песни «AIN’T NOTHING LIKE A FUNKY BEAT».                                        |
| 2019 | Super Monkey Ball: Banana Blitz HD                     | Композитор                                | Автор песни «Freezing Paradise».                                                      |
| 2020 | Warp Drive                                             | Композитор                                | Автор песни «PUMPIN' JUMPIN'».                                                        |
| 2023 | Bomb Rush Cyberfunk                                    | Композитор                                | Автор песен «GET 'ENUF», «JACK DA FUNK», and «DA PEOPLE».                             |